# Броце
Броце су насељено место у саставу општине Стон, Дубровачко-неретванска жупанија, Република Хрватска.

## Географски положај
Броце се налазе у јужној Далмацији на полуострву Пељешац, на обали Стонског канала, 3. км јужно од Стона са којим су повезане копненим приморским путем.
Иако становници традиционално живе од пољопривреде и риболова, они се окрећу све више туризму, јер то подручје има велике пешчане плаже у хладу борових стабала.

## Историја
До територијалне реорганизације у Хрватској налазиле су се у саставу старе општине Дубровник.

## Становништво
На попису становништва 2011. године, Броце су имале 87 становника.
| Број становника по пописима | Број становника по пописима | Број становника по пописима | Број становника по пописима | Број становника по пописима | Број становника по пописима | Број становника по пописима | Број становника по пописима | Број становника по пописима | Број становника по пописима | Број становника по пописима | Број становника по пописима | Број становника по пописима | Број становника по пописима | Број становника по пописима | Број становника по пописима |
| --------------------------- | --------------------------- | --------------------------- | --------------------------- | --------------------------- | --------------------------- | --------------------------- | --------------------------- | --------------------------- | --------------------------- | --------------------------- | --------------------------- | --------------------------- | --------------------------- | --------------------------- | --------------------------- |
| 1857                        | 1869                        | 1880                        | 1890                        | 1900                        | 1910                        | 1921                        | 1931                        | 1948                        | 1953                        | 1961                        | 1971                        | 1981                        | 1991                        | 2001                        | 2011                        |
| 161                         | 171                         | 184                         | 213                         | 227                         | 219                         | 231                         | 200                         | 200                         | 190                         | 184                         | 158                         | 139                         | 107                         | 100                         | 87                          |

### Попис1991.
На попису становништва 1991. године, насељено место Броце је имало 107 становника, следећег националног састава:
| Попис 1991.‍ | Попис 1991.‍ | Попис 1991.‍ | Попис 1991.‍ | Попис 1991.‍ |
| ----------- | ----------- | ----------- | ----------- | ----------- |
|             |             |             |             |             |
| Хрвати      | Хрвати      |             | 106         | 99,06%      |
| остали      | остали      |             | 1           | 0,93%       |
| укупно: 107 |             |             |             |             |